# Nguni-stokkekamp
Nguni-stokkekamp er en kampsport, som udøves i Sydafrikas townships. Sporten udøves af to kombattanter, som hver har to stokke af akacietræ. Stokkene er 3-5 cm i diameter, og den ene benyttes til angreb og den anden til forsvar. Forsvarsstokken holdes på midten, med et stykke tæppe eller lignende viklet om til beskyttelse af hånden. Andre beskyttelsestiltag omfatter hovedbeskyttelse (som regel rugbyhjelme) og forbud mod slag nedefra. Der er desuden to dommere, der dels tæller point, dels styrer sikkerheden.
Sporten har baggrund i hyrdedrenges kampe, men også zuluernes krigertraditioner er en betydende indflydelse.